# Zeitschrift für Numismatik
Zeitschrift für Numismatik war eine von 1874 bis 1935 jährlich erschienene deutsche Zeitschrift zum Thema Numismatik, erschienen in der Weidmannsche Buchhandlung, Berlin.

## Herausgeber
- 1874–1897: Alfred von Sallet
- 1898–1906: Hermann Dannenberg, Heinrich Dressel und Julius Menadier
- 1907–1920: Heinrich Dressel und Julius Menadier
- 1921–1935: Julius Menadier und Kurt Regling

## Inhalt
Das Vorwort zur ersten Ausgabe beginnt Alfred von Sallet mit den Worten:

„Mancherlei Umstände machten es wünschenswerth, dass in Berlin eine numismatische Zeitschrift erscheinen möchte, welche in erster Linie das classische Alterthum, daneben aber auch das Mittelalter und das sechzehnte Jahrhundert, ohne allzuenge Grenzen, behandele.“

Dem folgend sind die Beiträge in verschiedenen Kategorien im Inhaltsverzeichnis aufgeführt, Alterthum, Mittelalter u.a., Kleinere Mitteilungen, Literatur, Nekrologe. Die Anzahl der Beiträge variiert, im Durchschnitt sind es circa 20 pro Ausgabe. Auch die Anzahl der Seiten ist sehr unterschiedlich, doch in der Regel sind es um die 300 bis 400 pro Jahr. Im Anhang jeder Ausgabe befinden sich diverse Tafeln mit Abbildungen. In den Jahrgängen 1879 bis 1909 wurden nach den Bildtafeln zudem Verhandlungen der Numismatischen Gesellschaft zu Berlin abgedruckt.

## Autoren
Zahlreiche Autoren schrieben Beiträge, einige nur wenige, andere über Jahre hinweg regelmäßig, allen voran vornehmlich die Herausgeber.
Einige Autoren seien hier genannt (in alphabetischer Reihenfolge):
- Dennenberg, Hermann
- Droysen, Hans
- Duhn, Friedrich von
- Friedensburg, Ferdinand
- Friedlaender, Julius
- Gaebler, Hugo
- Grote, Hermann
- Holm, Adolf
- Imhoof-Blumer, Friedrich
- Menadier, Julius
- Merzbacher, Eugen
- Mommsen, Theodor
- Reber, Franz
- Regling, Kurt
- Sallet, Alfred von
- Schrötter, Frhr. v.
- Weil, R.